# تقی فداکار
تقی فداکار (۱۲۸۲ اصفهان - ۶ خرداد ۱۳۵۰ اصفهان) وکیل دادگستری، کنشگر سیاسی چپ و از بنیانگذاران اتحادیه‌های کارگری در ایران بود که یک دوره نیز نمایندگی اصفهان را در مجلس شورای ملی به عهده داشت.
پدرش شیخ محمد انصار ترک همدانی بود. تقی در نوجوانی تحت تأثیر افکار انقلابی برادرش باقرخان عراقی به نهضت جنگل پیوست. پس از آن در شرکتی تجاری روسی در ایران به کار پرداخت و در آنجا با زبان روسی آشنا شد. چندی بعد به استخدام اداره ثبت اصفهان درآمد و عاقبت حرفه وکالت را برگزید.
فداکار پس از شهریور ۱۳۲۰ با ایجاد ارتباط با کارگران کارخانجات نساجی اصفهان و پیگیری مطالبات صنفی آنان، اتحادیه کارگران اصفهان را تأسیس کرد. در سال ۱۳۲۲ در انتخابات مجلس شورای ملی شرکت کرد و به نمایندگی اصفهان انتخاب شد (دوره چهاردهم). در سال ۱۳۲۷ به دنبال ترور نافرجام شاه دستگیر و زندانی شد اما با پادرمیانی دکتر مصدق آزاد شد.
در سال ۱۳۳۱ به اصفهان بازگشت و به فعالیت سیاسی ادامه داد. پس از کودتای ۲۸ مرداد ۱۳۳۲ و سرنگونی دولت دکتر مصدق، او نیز تحت تعقیب قرار گرفت. پس از آن از سیاست کناره گرفت و به کار وکالت و سرکشی به مزرعه خود مشغول شد. گفته می‌شود مأموران ساواک علیه او مشغول برنامه‌ریزی بودند و در بامداد ششم خرداد ۱۳۵۰ خودروی نزدیک مزرعه خود او را زیر گرفت و کشت.
تقی فداکار در کنار برادرش در تکیه میرزا ابوالمعالی کلباسی در تخت فولاد اصفهان به خاک سپرده شد.